# Chile na Letnich Igrzyskach Olimpijskich 1960
Chile na Letnich Igrzyskach Olimpijskich 1960, reprezentowane było przez 9 sportowców (8 mężczyzn i 1 kobieta). Był to 10. start reprezentacji w historii letnich igrzysk olimpijskich.

## Reprezentanci

### Boks
Mężczyźni
- Juan Díaz
  - waga piórkowa - 9. miejsce

- Alfredo Cornejo
  - waga półśrednia - 17. miejsce

- Carlos Lucas
  - waga średnia - 9. miejsce

### Lekkoatletyka
Mężczyźni
- José Aceituno
  - bieg na 5000 m - nie ukończył

- Juan Silva
  - maraton – 33. miejsce

- Juris Laipenieks
  - dziesięciobój - 19. miejsce

Kobiety
- Marlene Ahrens
  - rzut oszczepem - 21. miejsce

### Strzelectwo
Mężczyźni
- Juan Enrique Lira
  - trap - 17. miejsce

- Gilberto Navarro
  - trap - 26. miejsce